# Hala sportowo-widowiskowa SP 28 w Toruniu
Hala sportowa przy Szkole Podstawowej nr 28 w Toruniu – wielofunkcyjna hala sportowa, mieszcząca się przy ul. Przy Skarpie 13. W trakcie zawodów sportowych hala może pomieścić 1000 kibiców. Hala ma automatyczne kurtyny okienne, pozwalające na zbudowanie scenografii na potrzeby dowolnego widowiska.
W 2015 ocieplono ściany elewacji hali sportowej. W 2019 roku wyremontowano jej wnętrze. W sezonie 2021/2022 była bazą treningową dla drużyny siatkarskiej Anioły Toruń.